# Albin Rapp
Albin Leopold Rapp, född 1 mars 1888 i Dillnäs församling, Södermanlands län, död 16 maj 1966 i Örebro Olaus Petri församling, Örebro län, var en svensk direktör, fabrikör, konstsamlare, musiker och målare.
Han var son till trädgårdsmästaren Karl Axel Rapp och Ida Matilda Oxelgren och från 1918 gift med Märta Kristina Eriksson. Han flyttade i unga år med föräldrarna till Hallsberg, där fadern drev en bryggerirörelse, tills han övertog en restaurang i Stockholm. Rapp startade först en konfektionsfabrik i Örebro och senare i Arboga, Strängnäs och Hallsberg, som senare döptes till Rappson. Han gav som mecenat ett stort stöd till konst- och musiklivet i Örebro och Örebro län. Som musiker tillhörde han Örebro orkesterförening där han spelade altfiol. Han utnämndes till hedersdirigent i Hornboskapen, Södermanlands-Nerikes nations i Uppsala ryktbara men kanske inte alltid helt välklingande orkester. Han var en av initiativtagarna till bildandet av Örebro läns konstförening där han valdes till ordförande 1941. Som målare räknades han trots bristfällig skolning som en god amatör och hans stora samling av egenhändigt tillverkade målningar upptog ett mindre rum i hans villa på Olaigatan i Örebro. Under sin livstid ställde han aldrig ut sin konst men han var representerad med några verk vid utställningen Örebro i konsten. Han utgav 1962 boken Chic och façon  vars rika bildmaterial valdes ur internationella konst- och kulturhistoriska verk. Makarna Rapp är begravda på Längbro kyrkogård i Örebro.